# 萨吉尔·乌尔德·穆巴拉克
薩吉爾·烏爾德·穆巴拉克（Sghair Ould M'Bareck）為非洲國家茅利塔尼亞的政府官員，曾任毛里塔尼亚总理。
| 前任： 谢赫·阿维亚·乌尔德·穆罕默德·库纳 | 毛里塔尼亚总理 2003年-2005年 | 繼任： 西迪·穆罕默德·乌尔德·布巴卡尔 |